# Qualificazioni al campionato europeo di football americano 1991
Questa voce raccoglie un approfondimento sui risultati degli incontri e sulle classifiche per l'accesso alla fase finale del Campionato europeo di football americano 1991.

## Squadre partecipanti
Hanno partecipato alle partite di qualificazione 8 squadre:
| Pr. | Squadra          | Data di iscrizione | Partecipante in quanto | Ultima partecipazione ad un campionato europeo |
| --- | ---------------- | ------------------ | ---------------------- | ---------------------------------------------- |
| 1   | Austria          |                    |                        |                                                |
| 2   | Belgio           |                    |                        |                                                |
| 3   | Francia          |                    |                        |                                                |
| 4   | Spagna           |                    |                        |                                                |
| 5   | Italia           |                    |                        |                                                |
| 6   | Paesi Bassi      |                    |                        |                                                |
| 7   | Svezia           |                    |                        |                                                |
| 8   | Unione Sovietica |                    |                        |                                                |

## Risultati

### Girone 1

#### Tabellone
|  | Semifinali | Semifinali | Semifinali |  |  | Finale | Finale  | Finale |  |  | Spareggio | Spareggio | Spareggio |
|  |            |            |            |  |  |        |         |        |  |  |           |           |           |
|  | 2          | Belgio     | 0          |  |  |        |         |        |  |  |           |           |           |
|  | 5          | Austria    | 30         |  |  |        |         |        |  |  | 1         | Italia    | 6         |
|  |            |            |            |  |  |        | Austria | 0      |  |  |           | Francia   | 7         |
|  |            |            |            |  |  |        | Francia | 30     |  |  |           |           |           |
|  | 3          | Spagna     | 0          |  |  |        |         |        |  |  |           |           |           |
|  | 4          | Francia    | 40         |  |  |        |         |        |  |  |           |           |           |

#### Semifinali
| Barcellona 1990 | Spagna | 0 – 40 | Francia |  |

| 1990 | Belgio | 0 – 30 | Austria |  |

#### Finale
| Vienna | Austria | 0 – 30 | Francia |  |

#### Spareggio
| Tolone 16 febbraio 1991 | Francia | 7 – 6 | Italia | Stade de Bon Rencontre |

### Girone 2

#### Tabellone
|  | Semifinali       | Semifinali       | Semifinali  |             |    | Finale | Finale | Finale |  |
|  |                  |                  |             |             |    |        |        |        |  |
|  |                  |                  |             |             |    | Svezia | Svezia | 9      |  |
|  |                  |                  |             |             |    | Svezia | Svezia | 9      |  |
|  |                  |                  | Paesi Bassi | Paesi Bassi | 13 |        |        |        |  |
|  | Paesi Bassi      | Paesi Bassi      | Paesi Bassi | Paesi Bassi | 13 | 30     |        |        |  |
|  | Paesi Bassi      | Paesi Bassi      |             |             |    |        |        |        |  |
|  | Unione Sovietica | Unione Sovietica | 7           |             |    |        |        |        |  |

#### Semifinale
| Amsterdam 1991 | Paesi Bassi | 30 – 7 | Unione Sovietica |  |

#### Finale
| Göteborg 17 febbraio 1991 | Svezia | 9 – 13 | Paesi Bassi | Valhalla IP |

### Verdetti
- Francia e Paesi Bassi ammesse al Campionato europeo di football americano 1991.